# Nethinius semirufus
Nethinius semirufus är en skalbaggsart som beskrevs av Leon Fairmaire 1901. Nethinius semirufus ingår i släktet Nethinius och familjen långhorningar.
Artens utbredningsområde är Madagaskar. Inga underarter finns listade i Catalogue of Life.